# Begraafplaats van Wervik
De Begraafplaats van Wervik is een gemeentelijke begraafplaats in de Belgische stad Wervik. De begraafplaats ligt langs de Komenstraat, 750 m ten noordwesten van het stadscentrum (Sint-Medarduskerk). De begraafplaats heeft ongeveer een rechthoekige vorm en is aan de straatkant begrensd door een haag en aan de achterkant loopt de spoorlijn 69. De toegang bestaat uit een dubbel metalen hek tussen bakstenen zuilen geflankeerd door twee gekanteelde poortjes. Tussen de zuilen is een metalen boog met een kruis in smeedwerk aangebracht. De begraafplaats is verdeeld in 6 gelijkvormige vakken. 

## Oorlogsgraven
Rechts naast de ingang liggen een aantal graven van Belgische militaire en burgerlijke slachtoffers uit de Eerste- en Tweede Wereldoorlog.
In hetzelfde perk liggen ook 3 Britse gesneuvelden (waaronder 1 niet geïdentificeerde) uit de Tweede Wereldoorlog. In de oostelijke hoek liggen nog eens 3 Britse slachtoffers uit diezelfde oorlog waaronder ook 1 niet geïdentificeerde. Zij sneuvelden allen eind mei 1940 in de strijd tegen het oprukkende Duitse leger. Hun graven worden onderhouden door de Commonwealth War Graves Commission en zijn daar geregistreerd onder Wervik Communal Cemetery.
Tussen de burgerlijke graven ligt het graf van de Duitse luitenant Wolfgang Kühne. Hij stierf op 6 augustus 1915 en werd hier tussen de andere Duitse slachtoffers begraven. Na de oorlog werden alle Duitse doden naar andere begraafplaatsen overgebracht, maar hij is de enige die hier is achtergebleven. Nadat zijn familie werd ingelicht dat hij hier begraven lag kreeg hij een privaat graf.